# Felix Zaltaio & Lindh Van Berg
Felix Zaltaio & Lindh Van Berg, numera kända som Zaltaio Van Berg är en svensk DJ-, electro- och housegrupp bildad 2012 i Stockholm av Felix Andersson  (9 april 1991) och Robin Lindberg (3 september 1993).
Gruppen slog igenom med sin debutsingel "Born On The Road" ft. Joel Edwards, vilken blev en stor framgång på klubbarna runt om i Skandinavien. Utgåvan som släpptes 2012 innehåller en Radio Edit, Original Mix & Vocal Mix. I oktober 2012 gjorde Felix Zaltaio & Lindh Van Berg entré på den finska danslistan på plats 18 och klättrade sedan till plats 10. Under början av 2013 kom singeln "New York To L.A.", vilken nådde plats 5 på finska danslistans topplista. "New York To L.A." var även inne och vände på billboard-listan i USA som nr 180.
Under 2012 kontrakterades Felix Zaltaio & Lindh Van Berg av skivbolaget Emi Sverige.
DJ-stjärnan Tiësto har supportat duons singel "Dirty Iron Man" som släpptes under 2013. 
Duon bytte namn i början av 2014 till 'Zaltaio Van Berg'
De har hittills släppt en remix för John De Sohns 'Taking It Back' samt ett original kallat 'Jakarta' på TopDJ Records.
Gruppen meddelade tidigare under 2015 att de lägger ner duon, via hemsidan zvbonline.com.

## Diskografi
| År   | Låt                                | Album | Topplacering | Bolag                     |
| År   | Låt                                | Album | FIN          | Bolag                     |
| ---- | ---------------------------------- | ----- | ------------ | ------------------------- |
| 2012 | "Born On The Road" ft Joel Edwards | TBA   | 10           | EMI Sweden / G6 Records   |
| 2013 | "New York To L.A."                 | TBA   | 1            | EMI Sweden / G6 Records   |
| 2013 | "Onåbar" ft. Elias                 | TBA   | -            | EMI Sweden / G6 Records   |
| 2013 | "Dirty Iron Man"                   | TBA   | 18           | TopDJ Records             |
| 2013 | "Start A Fire" ft Martin Radoz     | TBA   | 3            | Warner Music / G6 Records |
| 2014 | Jakarta                            | TBA   | 10           | TOP DJ Records            |

## Remixer
| År   | Låt                                                            | Originalartist                                                                                | Bolag                                         |
| ---- | -------------------------------------------------------------- | --------------------------------------------------------------------------------------------- | --------------------------------------------- |
| År   | Låt                                                            | Originalartist                                                                                |                                               |
| 2012 | "Freakin Out"                                                  | Alex Sayz                                                                                     | TOP DJ Records                                |
| 2013 | "Heartstrings"                                                 | Janet Leon                                                                                    | Universal Music                               |
| 2013 | "We Are Lights" "Under The Sun" "Am I Wrong" "Still Breathing" | Marcus Hägg x The Akademy John De Sohn ft. Andreas Moe ENVY Thiesen & Senza ft. Amanda Wilson | #ZVBMUSIC Sony Music EMI Norge TOP DJ Records |
| 2014 | "Taking It Back"                                               | John De Sohn                                                                                  | Sony Music                                    |
| 2014 | "Wild Roses"                                                   | John De Sohn                                                                                  | Sony Music                                    |
| 2014 | "Why Do You Love Me"                                           | Steerner                                                                                      | White Label                                   |